# 스웨거
스웨거(Swagger)는 대한민국의 힙합 듀오이다. 멤버는 래퍼 Carry Diamond와 프로듀서 겸 래퍼 Brown Sugar이며, 현재 Money Rain Entertainment 소속이다.

## 역사
2001년부터 힙합에 관심을 갖고 작업을 해왔던 Brown Sugar는 2004년 Urban Street라는 팀의 멤버로 클럽 Slug.er에서 활동하고 있었다. 이 팀은 클럽튠에 기반을 둔 음악을 주로 하였으며, 얼마 안 가 해체하였지만 Brown Sugar는 독자적인 활동을 해나갔다. 한편 이즈음부터 힙합에 발을 들여놓기 시작하였던 Carry Diamond (당시 G.Pulse)는 BLAcK Crew의 멤버로 활동 중이었는데, 031 프로젝트 앨범을 작업하면서 Brown Sugar의 비트를 받아 Supreme MC Holla Back이란 노래를 내놓게 되었다. 이것이 둘의 첫 인연이었다.
2006년 Blockbuster Records가 세워지면서 창립 멤버로 들어간 둘은, 2007년에 나온 Brown Sugar 1집에서도 호흡을 맞추면서 점차 친분을 쌓아갔고, 2008년에 이르러 Swagger를 결성, 첫 앨범을 6월에 발표하였다. Swagger는 당시 약간 침체기에 들어선 Blockbuster Records의 주 활동 아티스트로, 2009년 중순까지 계속 활동하였다. 이들의 음악은 예전부터 계속 보여줬던 사우스 힙합 스타일의 클럽튠이 주가 되었다.
이후로는 어떤 사정으로 활동이 정지되었으나, 각자의 활동은 이어져, Brown Sugar는 래퍼보다는 프로듀서로 Fresh Boyz, 방사능 등의 앨범에 참여하였고, Carry Diamond는 독자적인 레이블 Money Rain Entertainment를 세우고 활동하였다. 2011년 Money Rain Entertainment로 들어간 Brown Sugar는 오랜만에 Swagger 앨범을 작업, 4월 컴백 싱글을 내놓아 팬들의 기대를 샀다. 이후 신곡은 1년 7개월 후인 2012년 11월에야 나왔다. 이들은 현재 두 번째 정규 앨범 작업 중이다.
대표곡: What's Your Name, Twitter Girl, Titan

## 디스코그래피
- 2008년 6월 4일 Hello New World 정규앨범
- 2011년 4월 29일 Twitter Girl 디지털 싱글
- 2011년 7월 1일 Titan 디지털 싱글
- 2012년 11월 26일 Laid Back 디지털 싱글
- 2012년 12월 18일 Like You 디지털 싱글
- 2013년 3월 14일 Laid Back Remix 디지털 싱글